# Стужки
Стужки (бел. Стужкі) — деревня в Чирковичском сельсовете Светлогорского района Гомельской области Беларуси.
На территории гидрологического заказника республиканского значения «Выдрица».

## География

### Расположение
В 7 км на северо-запад от Светлогорска, 8 км от железнодорожной станции Светлогорск-на-Березине (на линии Жлобин — Калинковичи), 117 км от Гомеля.

### Гидрография
На реке Березине (приток реки Днепр).

## Транспортная сеть
Транспортные связи по просёлочной, затем автомобильной дороге Светлогорск — Паричи. Планировка состоит из почти прямолинейной улицы, ориентированной с юго-востока на северо-запад, к центру которой присоединяется небольшой переулок. Застройка деревянная, усадебного типа.

## История
Согласно письменным источникам известна со второй половины XIX века как фольварк. В 1872 году помещики Пущины владели здесь 6895 десятинами земли. В 1908 году в Паричской волости Бобруйского уезда Минской губернии.
В 1932 году жители вступили в колхоз, работала кузница. Во время Великой Отечественной войны в феврале 1944 года оккупанты сожгли 37 дворов и убили 18 жителей.

## Население

### Численность
- 2004 год — 50 хозяйств, 91 житель

### Динамика
- 1908 год — 117 жителей
- 1925 год — 11 дворов
- 1940 год — 45 дворов, 215 жителей
- 1959 год — 207 жителей (согласно переписи)
- 2004 год — 50 хозяйств, 91 житель